# Sleep When I'm Dead
«Sleep When I'm Dead» es el cuadragésimo sencillo de la banda británica The Cure, el tercero en ser extraído de su álbum 4:13 Dream de 2008. Fue también el tercero en continuar una serie de sencillos editados el día 13 de cada mes. «Sleep When I'm Dead» se editó el 13 de julio de 2008.
Según declaró Robert Smith en el número de octubre de 2008 de la revista musical Rolling Stone, la canción fue originalmente escrita para el álbum The Head on the Door editado en 1985.

## Lista de canciones
| Sencillo en CD y vinilo de 7" |                                |          |  |
| N.º                           | Título                         | Duración |  |
| 1.                            | «Sleep When I'm Dead» (Mix 13) | 3:51     |  |
| 2.                            | «Down Under»                   | 3:05     |  |

| Sencillo en CD |                                |          |  |
| N.º            | Título                         | Duración |  |
| 1.             | «Sleep When I'm Dead» (Mix 13) | 3:51     |  |

Canciones escritas por: Jason Cooper, Simon Gallup, Robert Smith y Porl Thompson.

## Posicionamiento en listas
| Listas (2008–2009)                     | Mejor posición |
| -------------------------------------- | -------------- |
| Alemania (Offizielle Deutsche Charts)  | 80             |
| Australia (ARIA)                       | 84             |
| Escocia (Scottish Singles Sales Chart) | 18             |
| España (Top 100 Canciones)             | 1              |
| Francia (SNEP)                         | 36             |
| Reino Unido (UK Singles Chart)         | 68             |

## Músicos
- Robert Smith — Guitarra, voz
- Simon Gallup — Bajo
- Jason Cooper — Batería
- Porl Thompson — Guitarra